# جيري سبرينغر
جيرالد نورمان سبرينغر (بالإنجليزية: Jerry Springer)‏ (13 فبراير 1944 - 27 أبريل 2023) مقدم تلفزيوني إنجليزي أمريكي وسياسي ومقدم أخبار وممثل ومنتج وموسيقي ومحامٍ سابق. استضاف البرنامج الحواري «ذا جيري سبرينغر شو»، بين 30 سبتمبر عام 191 و26 يوليو عام 2018 وأذاع صوتيًا برنامج جيري سبرينغر عام 2015. يستضيف سبرينغر حاليًا عرض قاعة المحكمة الذي يدعى «جادج جيري».

## النشأة
ولد جيرالد نورمان سبرينغر في محطة مترو أنفاق لندن في هايغيت عندما كانت المحطة تستخدم ملجأً من القصف الألماني خلال الحرب العالمية الثانية، ونشأ في شارع تشاندو، بمنطقة إيست فينشلي. كان والداه، مارغوت (اسمها قبل الزواج، كالمان، موظفة في البنك) وريتشارد سبرينغر (صاحب محل أحذية)، لاجئين يهوديين هربا من غورجوف ويلكوبولسكي في ألمانيا (اليوم تتبع المدينة لبولندا) تُركت وجدته من أمه، ماري كالمان، لوحدها، لتموت في شاحنة غاز في معسكر الإبادة خيلمنو في (بولندا المحتلة من قبل ألمانيا). توفيت جدته أبيه سلمى سبرينغر (كنيتها قبل الزواج: إلكيلس) بمستشفى في معسكر إعتقال تيريزينشتات في (تشيكوسلوفاكيا المحتلة من قبل ألمانيا). كان هيرمان إلكيلس، شقيق سيلما سبرينغر، طبيبًا مشهورًا في برلين مات أيضًا في معسكر اعتقال تيريزينشتات.
في شهر يناير من العام 1949، هاجر سبرينغر برفقة والديه إلى الولايات المتحدة واستقروا في كو غاردينز، كوينز، نيويورك. التحق في وقت لاحق بمدرسة فوريست هيلز الثانوية. كانت أولى ذكرياته حول المجريات الحالية عندما كان في الثانية عشر من عمره لدى مشاهدته المؤتمر الوطني الديمقراطي لعام 1956 عندما رأى وأعجب بجون كينيدي.

## التعليم ومسيرته ما قبل السياسية
حصل سبرينغر على درجة البكالوريوس من جامعة تولين في العام 1965، متخصصًا في العلوم السياسية. حصل على شهادة دكتوراه في القانون من جامعة نورث ويسترن عام 1968.
أصبح سبرينغر مستشار حملة سياسية لروبرت كينيدي. بعد اغتيال كينيدي، انضم إلى شركة سينسيناتي القانونية لفروست أند جاكوبس، التي تعرف اليوم بـ «فروست براون تود».
كان سبرينغر زميلًا في شركة غرينغر القانونية، وسودمان أند سبرينغر بين عامي 1973 و1985، إلى جانب وكيل الدوري الاميركي للمحترفين السابق روني غرينكر (توفي عام 1977) وقاضي مقاطعة بتلر بولاية أوهايو، هاري سودمان.

## مسيرته السياسية
في عام 1970، ترشح سبرينغر للكونغرس. فشل في إزاحة الجمهوري دونالد دي. كلانسي من منصبه، لكنه حصل على 45% من الأصوات في مقاطعة جمهورية. سبق له أن قاد الجهود الرامية إلى خفض سن الاقتراع، بما في ذلك الإدلاء بشهادته أمام اللجنة القضائية التابعة لمجلس الشيوخ تأييدا للتصديق على التعديل السادس والعشرين للدستور. بعد ثلاثة أيام من الإعلان عن ترشحه، استُدعي سبرينغر، الذي كان أيضا أحد جنود الاحتياط في الجيش آنذاك، للخدمة الفعلية في فورت نوكس (مبنى خزانة سبائك الإيداع الأمريكية). استأنف حملته بعد انتهاء خدمته.
انتخب سبرينغر لعضوية مجلس مدينة سينسيناتي في عام 1971. استقال من منصبه عام 1974 بعد اعترافه بممارسة البغاء. كُشف عن الحادثة عندما قامت الشرطة بغارة على صالون تدليك في فورت رايت بولاية كنتاكي ووجدت شيكًا دون رصيد من سبرينغر ثبته صاحب الصالون على الحائط مع عبارة «للخدمات المقدمة» مكتوبة في مذكرة. اعترف سبرينغر بالحادثة في مؤتمر صحفي. أعلن الصحفي في صحيفة لونغ تايم سينسيناتي «آل شوتلكوت» انتهاء حياء سبرينغر المهنية، لكن أمانة سبرينغر ساعدته في استعادة منصبة عام 1975 بأغلبية ساحقة. في مقابلة أجريت معه بعد الانتخابات، ذكر شوتلكوت لسبرينغر بشكل طبيعي أنه أعلن انتهاء مسيرته المهنية. قال سبرينغر للصحفي «أنا سعيد لأنك كنت مخطئًا».

## روابط خارجية
- جيري سبرينغر على موقع IMDb (الإنجليزية)
- جيري سبرينغر على موقع الموسوعة البريطانية (الإنجليزية)
- جيري سبرينغر على موقع ألو سيني (الفرنسية)
- جيري سبرينغر على موقع ميوزك برينز (الإنجليزية)
- جيري سبرينغر على موقع قاعدة بيانات برودواي على الإنترنت (الإنجليزية)
- جيري سبرينغر على موقع إن إن دي بي (الإنجليزية)
- جيري سبرينغر على موقع أول ميوزيك (الإنجليزية)
- جيري سبرينغر على موقع ديسكوغز (الإنجليزية)
- جيري سبرينغر على موقع قاعدة بيانات الفيلم (الإنجليزية)